# Hololepidella comatula
Hololepidella comatula är en ringmaskart som beskrevs av Uchida 1975. Hololepidella comatula ingår i släktet Hololepidella och familjen Polynoidae. Inga underarter finns listade i Catalogue of Life.